# Jimmie Strimell
Jimmie Strimell (Gotemburgo, 3 de dezembro de 1980) é um cantor sueco.
Ele é o fundador, vocalista e principal compositor da banda sueca Dead by April, ficou na banda até fevereiro de 2007 até março de 2013. Porém ele acabou voltando para a banda em maio de 2017, após a saída do vocalista Christoffer Stoffe por razões pessoais.

Jimmie também trabalhou com as bandas Nightrage, Despite e Cipher System. Após a sua saída de Dead by April, retornou à Nightrage para o seu tour ao Japão.